# مهرابه یایسه
مهرابه یایسه (الگو:Lang-hbs) معبد یا مهرابه ای که به خدای خورشید نامرئی ایرانی، میترا تقدیم شده‌است. در یک حفاری باستان‌شناسی در سال ۱۹۳۱ در یایسه، بوسنی و هرزگوین دوباره کشف شد.